# Список серий аниме The Prince of Tennis
Данная статья содержит список серий аниме «The Prince of Tennis», которое впервые транслировалось в Японии с 10 октября 2001 года по 30 марта 2005 года. Оригинальный аниме-сериал ТВ-1 содержит в общей сложности 178 эпизодов.
Прямое продолжение сериала OVA-1, OVA-2 и OVA-3 представляют собой двадцати шести серийную историю об участии Сэйгаку и их основных противниках в Национальном турнире.
OVA-1 «Zenkoku Taikai Hen (Национальный турнир)» транслировалось с 24 марта 2006 года по 23 марта 2007 года и состоит из 13 серий, OVA-2 «Zenkoku Taikai Hen Semifinal (Полуфинал национального турнира)» было показано в Японии с 22 июня 2007 года по 25 января 2008 года и состоит из 6 серий, OVA-3 «Zenkoku Taikai Hen Final (Финал национального турнира)» транслировалось с 25 апреля 2008 года по 23 января 2009 года и состоит также из 6 серий плюс нулевая.

## Аниме [ТВ-1]

### Сезон 1 (серии 1-26)
| |                                      |                 |  |
| 01. | Знакомство с Принцем                 | 10 октября 2001 |  |
| Рёма приехал на турнир для 16-летних, но опоздал и был дисквалифицирован. Но один матч против старшеклассника Сасабэ он всё же сыграл и, конечно же, выиграл. |                                      |                 |  |
| 02. | Самурай Младший                      | 17 октября 2001 |  |
| Рёма познакомился с Момосиро и сыграл с ним. Правда, матч они не доиграли из-за отказа Момо. |                                      |                 |  |
| 03. | Встречаем команду Сэйгаку            | 24 октября 2001 |  |
| Команда Сэйгаку вернулась в школу. Второкурсник Араи все время цепляется к Рёме. Он даже спрятал его ракетки, но даже старой ракеткой Рёма обыграл Араю в теннис. |                                      |                 |  |
| 04. | По прозвищу "Гадюка"                 | 31 октября 2001 |  |
| В школе начались Ранговые соревнования. Рёма и члены команды обыгрывают всех. Потом начался матч между Рёмой и Кайдо. Сначала просто перебрасываясь мячом, они наконец стали серьёзны. |                                      |                 |  |
| 05. | Техника "Змея"                       | 07 ноября 2001  |  |
| У Рёмы и Кайдо получилась игра на выносливость. Рёма выиграл со счётом 6-3. |                                      |                 |  |
| 06. | Нандзиро Этидзэн?                    | 14 ноября 2001  |  |
| Пока Рёма тренируется на кортах, к его отцу — Нандзиро Этидзэну — приехали репортер Иноуэ с помощницей Сибой. Иноуэ даже сыграл с Нандзиро матч, но, конечно же, не выиграл ни одного очка. |                                      |                 |  |
| 07. | Два Рёмы                             | 21 ноября 2001  |  |
| Следующий матч Рёмы на Ранговых соревнованиях — против Инуи. С самого начала матч не задался, куда бы Рёма не отправил мяч, Инуи отбивает. Оказывается, он заранее знает, куда Рёма пошлет мяч и, хотя Рёма проигрывает со счётом 1-3, он собирается победить и вступить в команду. |                                      |                 |  |
| 08. | Разножка                             | 28 ноября 2001  |  |
| Рёма изменил стиль игры, и теперь Инуи проигрывает. Теперь Рёма опережает Инуи со счётом 5-4. |                                      |                 |  |
| 09. | Тяжёлый день                         | 05 декабря 2001 |  |
| Рёма побеждает Инуи со счётом 6-4, и его принимают в команду. Теперь осталось только одно место, за которое сражаются Инуи и Кайдо — тот, кто победит, и останется в команде. Инуи проигрывает Кайдо со счётом 5-7. Тренер берёт Инуи своим помощником. На тренировке надо было на лету различить цвет мяча и ударить им в соответствующий цвету конус, за ошибку полагается штраф — спец. приготовленный сок Инуи. |                                      |                 |  |
| 10. | Новое появление Сасабэ               | 12 декабря 2001 |  |
| Рёма, Хорио, Катиро, Мидзунэ и девочки пошли в теннисный клуб. Там Рёма встретил Сасабэ с отцом и сыграл против отца. |                                      |                 |  |
| 11. | Рёма против Момосиро                 | 19 декабря 2001 |  |
| Рёма и Момосиро поспорили, кто из них будет играть в Одиночных-3 на Районных соревнованиях. Они решили решить этот вопрос матчем. Но на уличном корте можно играть только парой. Они проиграли и решили, что настоящие мужчины играют только парные матчи. Далее Этидзэн покупает книгу о парной игре для чайников. |                                      |                 |  |
| 12. | Совершенный матч                     | 26 декабря 2001 |  |
| Настал день Районых соревнований. Сэйгаку играют против Судзуки из Гэкюрина. Первый матч парный — Этидзэн и Момосиро против Идзуми и Фукавы. Рёма и Момо разработали стратегию, и вначале она работала, но стратегия быстро потерпела крах, и Рёма с Момо потеряли гейм. |                                      |                 |  |
| 13. | Настоящие мужчины играют парные игры | 09 января 2002  |  |
| Рёма с Момо решили проблему, поделив корт пополам, теперь каждый из них защищает свою часть корта. Они победили со счётом 6-2. Потом победили Оиси и Кукумару — 6-0, Кайдо, Кавамура и Фудзи тоже выиграли свои матчи, каждый со счётом 6-0. |                                      |                 |  |
| 14. | Возвращение ласточки                 | 16 января 2002  |  |
| Следующий противник Сэйгаку — Фудоминэ. Первый парный матч играют Фудзи и Кавамура. Капитан Фудоминэ Татибана рассказывает Иноуэ о событиях годичной давности в Фудоминэ. |                                      |                 |  |
| 15. | У каждого свой поединок              | 23 января 2002  |  |
| Кавамура повредил запястье и Фудзи отказался продолжать игру, поэтому матч выиграли Фудоминэ. Следующий парный играют Ойси и Кикумару. Посреди матча начался дождь. |                                      |                 |  |
| 16. | "Змея-бумеранг"                      | 30 января 2002  |  |
| Ойси и Кикумару выиграли матч со счетом 6-2. Следующий играет Кайдо против Камио. Змей Кайдо не помогает, Камио легко отбивает его. |                                      |                 |  |
| 17. | Победная стойка                      | 06 февраля 2002 |  |
| Кайдо победил Камио со счетом 7-5. Следующие играют Рёма и Ибу. |                                      |                 |  |
| 18. | Любовное письмо                      | 13 февраля 2002 |  |
| С помощью Твист Серве Рёма выигрывает первый гейм. Пока Рёма играет, тренер рассказывает ребятам об отце Рёмы. Тэдзука понимает, что стиль Этидзэна — это копия стиля его отца. |                                      |                 |  |
| 19. | Травма Рёмы                          | 20 февраля 2002 |  |
| Во время матча Рёма получил травму. Рёма хочет продолжать и Тэдзука дал ему 10 минут чтобы доиграть матч, иначе он проиграет. |                                      |                 |  |
| 20. | Ограничение времени                  | 27 февраля 2002 |  |
| Ибу опять использует Спот, но Рёме удалось найти в этой технике два недостатка, в итоге Рёма выигрывает со счётом 6-3, умудрившись уложиться в 10 минут. Сэйгаку выигрывают Районные соревнования и идут праздновать в суши-бар отца Кавамуры. |                                      |                 |  |
| 21. | Раскаленный корт                     | 06 марта 2002   |  |
| Сэйгаку наводнили школьники из других школ. После тренировки двое парней стали следить за Момосиро и Рёмой. В спортивном магазине они вызвали их сыграть матч. Момо и Рёма выиграли, после чего парни порвали все сведения, которые собрали на Сэйгаку. |                                      |                 |  |
| 22. | Неприятности Каору                   | 13 марта 2002   |  |
| Момо и Рёма должны били закупать инвентарь для клуба, но мимо пробегал грабитель на роликах, и Момо погнался за ним, по дороге стащив велик у Камио из Фудоминэ. Камио побежал за Момо. Они оба проскочили мимо грабителя, сбив его с ног, к тому же Момо переехал Кайдо великом, а Камио наступил на него. Рёма пошел в магазин спорттоваров вместе с Ибу из Фудоминэ, после того как Камио Убежал. Момо проехал мимо Кикумару и Кавамуры, крича, что он номер один в Сэйгаку, потом не туда свернул, проехал через кусты и свалился с лестницы. Грабитель, украв другую сумку, пробегал мимо Кикумару и Кавамуры. Кавамура запустил в него банку ракеткой Кикумару и украденная сумка, а потом и эта самая банка упали Кайдо на голову. Момо и Камио, услышав крики Энн, пришли на уличный корт и решили дело парным матчем против Атобэ и Кабадзи. Кикумару и Кавамура пришли купить новую ракетку Кикумару и увидели Рёму и Ибу, спорящих из-за ленты для ракетки. Кикумару предложил решить дело, запустив мячом в пробегающего мимо грабителя. Победил Рёма, но его мяч попал не только в грабителя, но и в Кайдо. А вскоре к ним подошли и Момо с Камио. |                                      |                 |  |
| 23. | Полезный сок Инуи                    | 20 марта 2002   |  |
| Сэйгаку тренируется по новой программе. Они играют друг против друга с пятью подачами, проигравший пьет сок Инуи. Сок выпили Кайдо, Ойси и Этидзэн. |                                      |                 |  |
| 24. | Выходной Рёмы                        | 27 марта 2002   |  |
| Тренер попросила Рёму сводить Сакуну к Хоритацу натянуть струны на ракетку. Отец Рёмы подумал, что это свидание, и отправился следить. Потом Рёму и Сакуну увидели Момо и новички и тоже отправились следить, подумав, что это свидание. Тэдзука просит Рюдзаки разрешить ему сыграть матч с Рёмой. |                                      |                 |  |
| 25. | Сильнейший в Сэйгаку 1               | 10 апреля 2002  |  |
| Тэдзука вызывает Рёму сыграть матч через три дня. Перед матчем он побывал у врача, а Рёма ведет себя странно. Наконец, Тэдзука и Рёма встретились на корте. |                                      |                 |  |
| 26. | Сильнейший в Сэйгаку 2               | 10 апреля 2002  |  |
| Играя с Рёмой Тэдзука сказал ему начать играть в свой теннис. Тэдзука победил Рёму, а потом сказал, что он должен стать опорой Сэйгаку. На следующий день Тэдзука и Рёма опять не пришли на тренировку. Тэдзука пошел навестить своего врача, а Рёма вызвал отца сыграть матч. |                                      |                 |  |

### Сезон 2 (серии 27-53)
| |                            |                  |  |
| 27. | Приключения Карупина       | 17 апреля 2002   |  |
| Уходя в школу, Рёма случайно прихватил с собой игрушку своего кота Карупина. Карупин пошел за ним в школу. Ища Рёму он ходил по всей школе. Рёма тоже искал его, но не нашел. После уроков Момо предложил Рёме проехаться по улицам и одолжил ему свой велик. Рёма уехал, а после тренировки ребята обнаружили Карупина в раздевалке клуба и отнесли кота Рёме домой. |                            |                  |  |
| 28. | Прибытие новых команд      | 24 апреля 2002   |  |
| День Межрегиональных соревнований настал. Рёма проспал, и Сэйгаку пришлось выдать за него Хорио. В первый день Сэйгаку победили всех соперников всухую, а Инуи заметил парня из Св. Рудольфа, который все матчи наблюдал за командой Сэйгаку. |                            |                  |  |
| 29. | Момо в паре с Вайпером     | 01 мая 2002      |  |
| Следующие соперники Сэйгаку команда Св. Рудольфа. Парные два играют Кайдо и Момосиро, но после первого взятого гейма у них появились проблемы. |                            |                  |  |
| 30. | Сценарий Мидзуки           | 08 мая 2002      |  |
| Момо и Кайдо придумали стратегию против сценария Мидзуки и начали стремительно отыгрываться. |                            |                  |  |
| 31. | Лунный залп                | 15 мая 2002      |  |
| Пару Св. Рудольфа дисквалифицировали из-за травмы. Момо и Кайдо выиграли, но остались недовольны. Следующие играют Ойси и Кикумару. Капитан Св. Рудольфа Акадзава атакует только Кикумару, посылая ему размноженые мячи. Но Золотую пару не зря называют Золотой. |                            |                  |  |
| 32. | "Сонная" атака Кикумару    | 22 мая 2002      |  |
| Кикумару очень устал и, пока он восстанавливался, Ойси играл один. Золотая пара проигрывает 5-6. |                            |                  |  |
| 33. | Тай-брэйк                  | 29 мая 2002      |  |
| Золотая пара проиграла 6-7. Следующие играют Рёма и брат Фудзи — Юта. |                            |                  |  |
| 34. | Взлетающий волчок          | 05 июня 2002     |  |
| Игра Юты и Рёмы началась. Юта быстро взял первый гейм, а Рёма изучал его технику игры с подлета. Но потом Рёма так же быстро взял следующий гейм. Счет 1-1. |                            |                  |  |
| 35. | Драйв В                    | 12 июня 2002     |  |
| Рёма придумал отличную технику против взлетающего волчка — драйв Би. В итоге Рёма победил со счетом 6-4. Но взлетающий волчок опасен для Юты, и Мизука знает об этом. Фудзи, который играет следующим против Мидзуки, очень зол и собирается разгромить его. |                            |                  |  |
| 36. | Сюскэ Фудзи старший братик | 19 июня 2002     |  |
| Сначала Фудзи проигрывал 0-5, а потом быстро обыграл Мидзуки и выиграл со счетом 7-5. Фудоминэ тоже выиграли у Хётэй. В четвертьфинал гарантированно вышли Сэйгаку, Фудоминэ, Ямабуки и Гинка. А Кикумару и Ойси решили больше никогда не проигрывать. |                            |                  |  |
| 37. | Мячик с лицом Рёмы         | 26 июня 2002     |  |
| Рёма тренировал Сакуно и Томо. Во время тренировки мяч Сакуно залетел на корт, где тренировался клуб Гинка. Ребята не хотели по-хорошему отдавать её мяч, и Рёма заключил с ними сделку — если он обыграет их всех — 30 человек — они отдадут ему все свои мячи (всего 300 мячей), а если проиграет, то они с Сакуно уйдут. Конечно, он победил их всех и забрал мячи. Акуцу из Ямабуки видел его игру. |                            |                  |  |
| 38. | Штрафной чай               | 03 июля 2002     |  |
| Акуцу пришел в Сэйгаку и напал на Араи и на Китиро, а когда подошел Рёма, запустил в него камнями и заявил, что пришел познакомиться. Инуи заставил команду и членов клуба бегать и тех, кто пробегал круг больше чем за минуту, заставлял пить штрафной чай. Члены команды, конечно, были лучше всех, но когда осталось пробежать последний 30-й круг, Инуи заявил, что штрафной чай выпьет последний пробежавший. Но никто не хотел пить чай Инуи, поэтому ребята умудрились пробежать одновременно. А после тренировки Рёма, Момо, Кикумару и Инуи проследили за Кавамурой и обнаружили, что он встречается с какой-то женщиной и Акуцу. Акуцу вылил напиток Кавамуре на голову, а потом Рёма подставил ему подножку. Встреча состоялась. |                            |                  |  |
| 39. | Хигума Отоси               | 10 июля 2002     |  |
| Команда опять бегает и опять с таким же результатом, что и в прошлый раз. После пробежки Фудзи и Рёму поставили играть тренировочный матч. Но оба отнеслись к нему серьезно с самого начала. Сначала Фудзи выиграл гейм, потом Этидзэн. А потом Фудзи показал Хигума Отоси, и Этидзэн не смог отбить мяч. Фудзи постоянно делает Хигума Отоси, а Рёма все пытается отбить, и решимость его только растет. |                            |                  |  |
| 40. | Поединок под дождем        | 17 июля 2002     |  |
| Рёма нашел противодействие Хигума Отоси, Фудзи и начал отыгрываться. Следующие начали матч Момо и Тэдзука, потом Кайдо и Кавамура, а потом Ойси и Кикумару. Но начался дождь, и тренер приказала всем покинуть корты. Рёма и Фудзи не послушались и продолжали играть, пока она на них не накричала. Они остановились на счете 4-3 в пользу Фудзи. Потом Фудзи спросил Тэдзуку, так ли это было, когда он играл с Этидзэном, а потом позвонил брату Юте и сказал, что играл с Рёмой и что Сэйгаку — сильная команда. |                            |                  |  |
| 41. | Проблема                   | 24 июля 2002     |  |
| Настал день полуфинала. Фудоминэ против Ямабуки, а Сэйгаку против Гинка. Но большинство членов команды Фудоминэ попало в аварию, и они выбыли из игры. Гинка тоже выбыли — они испугались, что все равно не смогут никого победить, и хотели избежать позора. Настал час играть Сэйгаку против Ямабуки. И в первом же матче парный 2 Фудзи и Кавамура проиграли со счетом 3-6. |                            |                  |  |
| 42. | Ойси атакован              | 31 июля 2002     |  |
| Следующий парный 1 играют Ойси и Кикумару. Ойси уже играл против этой пары в прошлом году, но он преодолел барьер проигрыша, и они с Кикумару победили со счетом 7-5. Следующий Одиночный 3 между Момосиро и Сэнгоку, которого называют "Везунчик". |                            |                  |  |
| 43. | "Везунчик" Сэнгоку         | 07 августа 2002  |  |
| Момо приходится нелегко, Сэнгоку давит на него психологически, к тому же у Момо свело левую ногу. Счет 5-3 в пользу Сэнгоку, но Момо не сдается. |                            |                  |  |
| 44. | Стилет                     | 14 августа 2002  |  |
| Момо победил со счетом 7-5. Следующий Одиночный 2 между Рёмой и Акуцу. Члены команды, а особенно Кавамура, предупреждают Рёму быть поосторожнее, но Рёма не беспокоится. После начала матча Рёма сразу показал свой новый удар — Драйв А. |                            |                  |  |
| 45. | Дьявол на корте            | 21 августа 2002  |  |
| У Акуцу необычный стиль, и Рёме пока не удается с ним справиться. Он уже проиграл первый гейм и все еще не может набрать ни одного очка. |                            |                  |  |
| 46. | Дух Самурая                | 28 августа 2002  |  |
| Проиграв второй гейм, Рёма наконец начал набирать очки. |                            |                  |  |
| 47. | Никаких проигрышей         | 04 сентября 2002 |  |
| Рёма и Акуцу все еще играют, и ни один из них не сдается. Счет уже 5-4 в пользу Рёмы. Матчпоит. |                            |                  |  |
| 48. | Момент истины              | 11 сентября 2002 |  |
| Рёма победил, и Сэйгаку заняли первое место. |                            |                  |  |
| 49. | Необычный поединок         | 18 сентября 2002 |  |
| Кирихара Акая из Риккайдай проспал свою остановку и оказался в Сэйгаку. Рёма, Хорио и две девочки из класса убирали двор, когда к Хорио прицепились несколько второкурсников из баскетбольного клуба. Рёма сыграл с одним из них на 10 свободных бросков в корзину и победил. |                            |                  |  |
| 50. | Популярность Сэйгаку       | 25 сентября 2002 |  |
| Настало время Ранговых соревнований, только двое из каждого блока войдут в команду, а блоков четыре. Члены команды выигрывают все матчи, Рёма в блоке "Д" выиграл у Ойси — 6-3. А в блоке "А" трое — Тэдзука, Инуи и Момосиро. Момо проиграл и Тэдзуке 1-6, и Инуи 2-6, а значит, он выбывает из команды. Теперь матч Тэдзуки и Инуи. Инуи собирается победить. |                            |                  |  |
| 51. | Вызов Инуи                 | 02 октября 2002  |  |
| Инуи лидирует 5-3, его данные отлично ему помогают. |                            |                  |  |
| 52. | Кризис в Сэйгаку           | 09 октября 2002  |  |
| Тэдзука победил Инуи. Момо не появляется в клубе уже несколько дней, и члены команды переживают это по-разному. Ойси и Кикумару поссорились. Тэдзуку пригласили учиться за границей. |                            |                  |  |
| 53. | Возвращение Момо           | 16 октября 2002  |  |
| Тэдзука отказался учиться за границей. Момо играл в теннис на уличных кортах. После матча с Энн, сестрой Татибаны, Момо пришел в себя и стал прежним. Он пришел на тренировку, и Тэдзука за прогулы заставил его пробежать 100 кругов. |                            |                  |  |

### Сезон 3 (серии 54-75)
| |                                |                 |  |
| 54. | Спецтренировки Кайдо           | 23 октября 2002 |  |
| На турнире Канто Сэйгаку должны будут играть против Хётей. Ребята усиленно тренируются. Сисидо из Хётей вернулся в команду. |                                |                 |  |
| 55. | Прессинг Хётей                 | 30 октября 2002 |  |
| Настал день турнира Канто. Ойси повредил запястье, помогая беременной женщине, и парный матч с Кикумару будет играть Момо. Этидзэн в этот раз на скамье запасных. Матч между Кикумару-Момоширо и Ююши-Гакуто начался. |                                |                 |  |
| 56. | Парный на троих                | 06 ноября 2002  |  |
| Сначала Кикумару и Момо были растеряны: Кикумару из-за акробатической игры Гакуто, а Момо из-за того, что его стиль и Данк не сработали. Они потеряли 4 гейма, но потом взяли себя в руки и сравняли счет 4-4. Тем более что за них болеет Ойси. |                                |                 |  |
| 57. | Бешеная подача                 | 13 ноября 2002  |  |
| Зйджи и Момоширо выиграли со счетом 6-4. Следующий матч Инуи-Кайдо против Сисидо-Оотори. Первый подает Оотори. Его бешеная подача заставила застыть Инуи и Кайдо, они ни разу не смогли её отбить. Но Кайдо не собирается сдаваться. |                                |                 |  |
| 58. | Абсолютно несовместимы         | 20 ноября 2002  |  |
| Кайдо и Инуи проиграли пять геймов подряд. Последние три гейма Кайдо играл один, бегая по корту, пока Инуи собирал данные. |                                |                 |  |
| 59. | Скрытая проблема               | 27 ноября 2002  |  |
| Инуи и Кайдо отыграли три гейма подряд, но в итоге все равно проиграли со счетом 3-6. |                                |                 |  |
| 60. | Сила против Силы               | 04 декабря 2002 |  |
| Кавамура против Кабадзи. Оба используют силу в ударах, и так никто не заработал и очка. Кавамура впервые использовал Хадокью. |                                |                 |  |
| 61. | Поединок "Хадокью"             | 11 декабря 2002 |  |
| Кабадзи скопировал Хадокью Кавамуры, теперь оба используют только эту технику. Счет 2-2, а оба все сильнее бьют Хадокью, пока Кабадзи не выронил ракетку, а за ним и Кавамура. Оба больше не могут играть, и судья присудил ничью. Фудзи попросил Кавамуру взять его ракетку. |                                |                 |  |
| 62. | Подача-невидимка               | 18 декабря 2002 |  |
| Рюдзаки-сенсей увела Кавамуру и Кабадзи в больницу и Этидзэн занял её место на месте тренера. В Одиночном 2 Фудзи играет против Дзиро из Хётей. Первым подает Фудзи и его исчезающую подачу Дзиро отбить не смог, первый гейм за Фудзи. Но Дзиро тоже не так прост, он невероятно изгибает своё запястье и подает в неожиданные направления. |                                |                 |  |
| 63. | Последний суперудар            | 25 декабря 2002 |  |
| Фудзи победил со счетом 6-1. Тэдзука сыграл с Этидзэном матч в 3 очка, чтобы разогреться, а потом сказал ему изучать свою игру. Настало время следующего матча — между капитанами Тэдзукой из Сэйгаку и Атобэ из Хётей. А Рёма снова сидит на месте тренера. |                                |                 |  |
| 64. | Суперсолдаты                   | 08 января 2003  |  |
| 65. | Стать опорой Сэйгаку           | 15 января 2003  |  |
| Ойси рассказал ребятам о травме Тэдзуки и о событиях двухгодичной давности. Тэдзука выиграл первый гейм. |                                |                 |  |
| 66. | Разрушительное Рондо           | 22 января 2003  |  |
| 3-2 в пользу Тудзуки. Атобэ догадался про больное плечо Тэдзуки и хочет затянуть матч, чтобы уничтожить его руку. Тэдзука принял вызов. |                                |                 |  |
| 67. | Завершающий удар               | 29 января 2003  |  |
| Счет был 6-5, когда Тэдзука выронил ракетку из-за заболевшего плеча. Но, немного отдохнув, Тэдзука снова вышел на корт. Атобэ взял шестой гейм, и начался Тай-Брейк. Тренер Рюдзаки вернулась с Кавамурой и Рёма вместе с Момо пошел разогреваться. |                                |                 |  |
| 68. | Бесконечный Тай-Брейк          | 05 февраля 2003 |  |
| Тэдзука проиграл, но Атобэ понимает, что победил чудом. Так как счет 2-2, и одна не игра, запасные Этидзэн и Хийоси сыграли решающий матч. Рёма победил, а значит, победили Сэйгаку 3-2. |                                |                 |  |
| 69. | Кто будет в команде?           | 12 февраля 2003 |  |
| Все тренируются, чтобы занять место в команде. Качиро услышал, как Араи сказал, что если все будут продолжать получать травмы, то место в каманде будет получить легче. Качиро и Араи поспорили и решили выяснить отношения матчем. |                                |                 |  |
| 70. | Теннис против Пинг-Понга       | 19 февраля 2003 |  |
| В Сэйгаку Смешанный день. Все должны играть, в которые не записаны. Но даже в баскетболе, волейболе, бейсболе и других видах спорта команда Сэйгаку использует свои теннисные приемы и, конечно, побеждает. |                                |                 |  |
| 71. | Это свидание!                  | 26 февраля 2003 |  |
| Момо позвонила Энн и попросила прийти на уличные корты, он потащил с собой Этидзэна. Когда они пришли, там были и Камио с Ибу. Момо и Камио стали спорить о том, свидание ли это, а Энн утверждала, что это свидание. Потом подошли ребята из Св. Рудольфа, потом Юта, а потом и Фудзи. Все начали спорить, а потом решили сыграть матч — Момо-Камио и Этидзэн-Ибу. Сначала выигрывали Момо и Камио 5-2, но потом Рёма завел речь о свидании Момо с Энн, и Этидзэн и Ибу победили. |                                |                 |  |
| 72. | Каору становится Рёмой         | 05 марта 2003   |  |
| Фанат Рёмы и сосед Момо спорили, кто из них круче, а когда Рёма и Кайдо проходили мимо, мальчик назвал Этидзэном Кайдо. Подошедшие Момо и Кикумару тоже назвали Кайдо Этидзэном. Чтоб разрешить спор ребят, решили сыграть матч между Момо и Кайдо-Этидзэном. Кайдо пытался делать техники Рёмы, но у него ничего не получалось. В конце концов, он разозлился и стал играть, как умеет. Мальчики были в восторге от его игры, и они поняли, что Кайдо не Рёма.                    |                                |                 |  |
| 73. | Решение Тэдзуки                | 12 марта 2003   |  |
| По инициативе Ойси команда поехала в горы встречать вместе рассвет. Там они отдохнули и сфотографировались вместе. А на следующий день, собрав членов команды, Тэдзука объявил о своем решении уехать в Германию на лечение поврежденного плеча. |                                |                 |  |
| 74. | Послание Этидзэну              | 19 марта 2003   |  |
| В школе только и разговоров, что об отъезде Тэдзуки. Ойси согласился побыть временным капитаном. После тренировки Тэдзука начал матч с Этидзэном, но хотя играет он правой рукой, матч получается не простым. |                                |                 |  |
| 75. | До свидания, Тэдзука Кунимитсу | 26 марта 2003   |  |
| Реме удалось разбить Зону Тэдзуки притом, что он играл правой рукой. Рёма проиграл 4-6, и Тэдзука пожелал ему к их следующей игре стать достаточно сильным, чтобы победить. |                                |                 |  |

### Сезон 4 (серии 76-102)
| |                                          |                  |  |
| 76. | Сэйгаку против Дэёсэй Сёнан              | 09 апреля 2003   |  |
| Начался второй день турнира Канто. Соперник Сэйгаку Дэёсэй Сёнан. Первый матч Парный 2 играют Инуи-Момосиро против близнецов Ёхэй и Кохэй. |                                          |                  |  |
| 77. | Битва между спокойствием и горячностью   | 16 апреля 2003   |  |
| Сначала Момо очень злился и нервничал из-за игры близнецов и из разговоров во время матча, к тому же близнецы атаковали только Момосиро. Сэйгаку проиграли 4 гейма подряд. Но потом Хорио и Катсо поссорились, и Момо взял себя в руки и успокоился. Инуи и Момосиро взяли 5 геймов подряд, но при смене корта Момо случайно выпил сок Инуи, и ему стало плохо. Пара Инуи-Момосиро выбыла и победа досталась Дэёсэй Сёнан. Следующий матч парный 1 играют Ойси-Кикумару против Кирияма-Оота                                                                      |                                          |                  |  |
| 78. | Удар молнии                              | 23 апреля 2003   |  |
| Кирияма-Оота странная пара, но довольно хорошо сыгранная, они быстро взяли три гейма подряд, не дав Золотой паре взять и одного очка. Но после смены корта Ойси своими подачами отыграл один гейм. Игра продолжается. |                                          |                  |  |
| 79. | Формирование                             | 30 апреля 2003   |  |
| Золотой паре пришлось трудно, к тому же травма Ойси дала о себе знать. Они сначала проигрывали 2-5, но их сыгранность и опыт помогли им выиграть матч со счетом 7-5. |                                          |                  |  |
| 80. | Стиль Притворщика                        | 07 мая 2003      |  |
| Следующий Одиночный матч между Кайдо и Вакато. Вакато использует стиль притворщика и первый, в кого он перевоплотился знаменитый Про Хьюит Лейтон. С его помощью он выиграл у Кайдо первый гейм. А когда Кайдо взял два очка, сменил стиль на другого Про Пита Сампраса (Пистолет Пит). |                                          |                  |  |
| 81. | Змей против Лжезмея                      | 14 мая 2003      |  |
| Вакато выиграл еще один гейм с помощью Агаси Адрэ, а потом еще один с помощью Горана Иванишевич. А потом стал копировать стиль Кайдо. |                                          |                  |  |
| 82. | Ханамура соблазняет                      | 21 мая 2003      |  |
| Несмотря на то, что Вакато проигрывал стиль Кайдо, он не поменял, и они перекидывались Снэйками. Кайдо победил со счетом 7-6. Объявили 20-минутный перерыв, во время которого Ханамура опять пыталась переманить Этидзэна в свою школу, но Рёма опять отказался. И вот настало время матча Одиночного 2 между Рёмой и Синдзи. |                                          |                  |  |
| 83. | Лучший шедевр                            | 28 мая 2003      |  |
| Синдзи сдал Реме два гейма, а потом стал посылать Реме Мираж. Рёма, не в силах различить посылаемые ему мячи, тяжёлый от лёгкого, проиграл следующие три гейма. Но благодаря Твист Сэрве Этидзэн смог разгадать Мираж. Счет 3-3. |                                          |                  |  |
| 84. | Убойный импульс                          | 04 июня 2003     |  |
| Синдзи резко сменил стиль игры и начал использовать Технику "Убойный Импульс", травмирующий соперника, который Ханамуре совсем не нравится. Но Рёма не испугался и, в конце концов, нашел способ, как бороться с этой жуткой техникой. Счет 5-4 в пользу Рёмы. |                                          |                  |  |
| 85. | Результат смертельной битвы              | 11 июня 2003     |  |
| Рёма не только отбивает Убойный Импульс, но и посылает его же, используя силу соперника. Рёма победил Синдзи со счетом 6-4, и команда Сэйгаку вышла в четвертьфинал. Все пошли праздновать победу в кафе Кавамуры. |                                          |                  |  |
| 86. | Ритм на полную                           | 18 июня 2003     |  |
| Команда Сэйгаку пришла поболеть за Фудоминэ на турнире. Фудоминэ выиграли уже два матча из трех, и как раз Камио играл против Сенгоку. Счет был 4-4. Матч дошел до тай-брейка, и Камио победил со счетом 7-6. Фудоминэ тоже вышли в четвертьфинал, как и прошлогодние победители Рикайдай и Рокакку. |                                          |                  |  |
| 87. | Легенда тенниса                          | 25 июня 2003     |  |
| 88. | Принц Боулинга                           | 25 июня 2003     |  |
| Команда Сэйгаку и трое новичков пошли в боулинг и там устроили соревнование, разделились на команды по двое и установили штрафные санкции: попавший в жёлоб выпивает сок Инуи в маленьком стаканчике, а проигравший — целый кувшин. Интересная серия. У Инуи пропали очки, он обратился в полицию и стал обвинять всех. В тюрьму попадали все, на кого он указывал, а потом выяснилось, что очки у него на лбу и никто их не крал. |                                          |                  |  |
| 89. | Сэйгаку ДаДаДаДан                        | 02 июля 2003     |  |
| К тренировке Сэйгаку присоединился новичок из Ямабуки Дан Таити. Раньше он был менеджером Ямабуки и восхищался игрой Акатсу, а теперь подражает Этидзэну и даже выучил Твист Сэрвэ и Драйв Би. После тренировки любой мог бросить вызов члену команды. Дан сыграл с Этидзэном, и хотя он проиграл 6-0, для него это был хороший опыт. |                                          |                  |  |
| 90. | Дешевое жилье за пляжный волейбол        | 09 июля 2003     |  |
| Сэйгаку поехали на пляж, но Хорио потерял их купон отеля, и отец Рёмы предложил им поработать в кафе. Но Кайдо распугивал всех клиентов, и Нандзиро поставил его и Рёму играть в волейбол против всех желающих. Там они встретили старых знакомых — отца и сына Сасабе. Они сыграли матч, Кайдо и Рёма победили. |                                          |                  |  |
| 91. | Новичок - капитан Роккаку                | 16 июля 2003     |  |
| Команда Сэйгаку повстречала команду Роккаку, и их капитан Кентаро попросил Рёму сыграть с ним тренировочный матч. Сэйгаку были поражены, увидев тренировочную площадку Роккаку, которая была похожа на детскую площадку. Сэйгаку неплохо провели время, а когда Рёма и Кентаро играли матч, Кентаро сказал, что будет ждать Рёму на Одиночных 3. В поезде, когда Сейгпку ехали домой, Рёма попросил Ойси поставить его на Одиночные 3. |                                          |                  |  |
| 92. | Парень с длинной ракеткой                | 23 июля 2003     |  |
| Турнир Канто продолжается. Теперь противники Сэйгаку Роккаку и первый матч парные два играют Кавамура-Момосиро против Давид-Куробане. Кавамура и Момо проиграли пять геймов подряд, не сумев взять не одного очка. Но остался еще один гейм, и пара Сэйгаку не намерена так легко сдаваться. |                                          |                  |  |
| 93. | Дэш Хадокью                              | 30 июля 2003     |  |
| Момо и Кавамура сумели вырваться вперед и победить Роккаку со счетом 7-6. Следующий парный 1 играют Кикумару и Фудзи против Саеки и Итцуки. |                                          |                  |  |
| 94. | Секретный план по запечатыванию Кикумару | 06 августа 2003  |  |
| Кикумару и Фудзи выиграли сразу три гейма подряд, не дав Роккаку ни одного очка. Но Саеки разгадал движения Кикумару и стал бить мячи в противоположную от него сторону. Следующий гейм взяли Роккаку. Но Кикумару не сдался и нашел выход. Счет 4-1 в пользу Сэйгаку. |                                          |                  |  |
| 95. | Цубамэ Гаэси - разбита                   | 13 августа 2003  |  |
| Кикумару устал в предыдущем гейма и свои подачи Сэйгаку проиграли. Поэтому Фудзи решил принять все удары на себя, пока Кикумару отдыхает. Цубамэ Гаэси у Фудзи не получилась, так как Итцуки посылает Фудзи мячи без вращения, но Фудзи решил эту проблему, заставляя Итцуки задевать сетку и налаживая необходимое вращение ракеткой. А потом и Кикумару присоединился. Этот матч Сэйгаку выиграли со счетом 6-2. Следующий матч Одиночный 3 между Рёмой и Кентаро.                                                                                             |                                          |                  |  |
| 96. | Раззадорься, Рёма!                       | 20 августа 2003  |  |
| Матч длится уже несколько часов, а счет только 4-4. Ни Рёма, ни Кентаро не хотят сдавать и очка. Судья решил приостановить матч из-за захода солнца, а продолжить с утра с того же счета, на котором остановились. |                                          |                  |  |
| 97. | Завещающий смэш                          | 27 августа 2003  |  |
| Перед рассветом на следующий день Рёма и Кентаро встретились на корте, а в 9.00 Сэйгаку нашли Рёму и Кентаро спящими под деревом. Матч продолжился ровно в 9.30 со счета 4-4. Рёма выиграл матч 6-4, а Сэйгаку выиграли полуфинал. |                                          |                  |  |
| 98. | Принц Бильярда                           | 03 сентября 2003 |  |
| Чтобы отпраздновать победу в полуфинале турнира, Канто Сэйгаку пошли в бильярд. Там они тоже устроили соревнования: разбились на три команды по четыре человека и установили дополнительные правила. Мячи надо забивать меньшим мячом больший, а также каждый совершивший три ошибки должен выпить новый сок Инуи. Во второй команде выбыли все участники, а за 1-м и 3-м столом победили Рёма и Фудзи. Они сыграли последнюю игру, и Рёма победил. Как победитель он получил приз в виде талона на бесплатный обед в Суши Кавамуры.                             |                                          |                  |  |
| 99. | Проклятая ракетка                        | 10 сентября 2003 |  |
| Возле ворот своего дома Рёма нашел ракетку, после чего с любым, кто брал ракетку в руки, случались несчастья. Момо стал первой жертвой ракетки, чуть не угодив под машину, потом Ойси зашел в женскую раздевалку, следующим был Кикумару — ему на голову упало ведро с краской. Инуи рассказывает ребятам страшную историю, что якобы в ракетке живет душа его первого хозяина и с последующими владельцами случались несчастья. Ребята были в ужасе, особенно Кайдо, а потом выясняется, что ракетка принадлежит Хорио.                                         |                                          |                  |  |
| 100. | Капитан Ойси                             | 17 сентября 2003 |  |
| Приближается финал, и Ойси беспокоится. Он пытался поговорить с каждым по душам, но его не так поняли. Но после тренировки на след. день он понял, что ребята просто верят в себя и в него. |                                          |                  |  |
| 101. | Разъединение Риккайдай                   | 24 сентября 2003 |  |
| Кавамура сказал Реме, что последний день выигранного в бильярд талона сегодня, и Сэйгаку пошли в Суши Кавамуры всей толпой. Потом пришла Энн, сестра Татибаны, и Инуи включил кассету с игрой между Фудоминэ и Рикайдай, соперниками Сэйгаку в финале. Увиденное потрясло всех, Фудоминэ проиграли практически всухую, а Татибана попал в больницу. Но команда твердо намерена победить. |                                          |                  |  |
| 102. | Нашептывания Мизуки                      | 01 октября 2003  |  |
| Сэйгаку нервничает из-за финала, а особенно Кайдо и Момо. Их ссора серьезней обычного. Тренер Дэёсэй Сёнан Ханамура и Мизуки из Св. Рудольфа воспользовались этим и пригласили их в свои школы. Момо — в Дэёсэй Сёнан, а Кайдо — в Св. Рудольф. Произошла еще одно ссора, и Ханамура предложила решить дело парным матчем Кайдо и Момо против капитана Дэёсэй Сёнан Каджимото и Мизуки. Если они проиграют, то уйдут из Сэйгаку к ним. Сначала Кайдо и Момо плохо играли, а когда поняли, что могут проиграть, начали помогать друг другу. В итоге они выиграли. |                                          |                  |  |

### Сезон 5 (серии 103—128)
| |                                                          |                 |  |
| 103. | Бессонная ночь                                           | 15 октября 2003 |  |
| Последний день перед финалом. Тренер сказала ребятам хорошенько отдохнуть, чем они целый день и занимались, но думали все равно о своих противниках. А ночью они все, не сговариваясь, пришли на корты тренироваться. |                                                          |                 |  |
| 104. | Рёма против Санады                                       | 15 октября 2003 |  |
| Из-за дождя матч отложили на неделю. Сэйгаку вернулись в школу, все, кроме Фудзи и Рёмы. Фудзи навестил Татибану в больнице и взял у него обмотку для ракетки, а Рёма встретился с Санадой, и они решили сыграть матч перед финалом. |                                                          |                 |  |
| 105. | Полностью разбитый Рёма                                  | 22 октября 2003 |  |
| Рёма проиграл Санаде, не забив ни одного очка. Все это видел Акатсу. На следующий день на тренировке Рёма играл отвратительно, все мячи бил в аут или в сетку, а потом попросил Кавамуру бить ему Хадокью. В Кавамуре он видел Санаду. Вечером Акатсу встретил Кавамуру и рассказал ему о матче Рёмы с Санадой, а потом попросил ракетку. Акатсу сыграл с Рёмой и объяснил ему, что проигрыш еще не конец, и пожелал, чтоб Рёма нанес поражение тому, кому проиграл. Рёма оправился, и в его глазах зажегся огонь. |                                                          |                 |  |
| 106. | Отправляемся в коттедж                                   | 29 октября 2003 |  |
| Сэйгаку отправились в тренировочный лагерь. Сразу по приезде, тренер отобрала у команды ракетки и заставила их бегать по горам, а по возвращении они ловили мячи руками. В этот же день Иноэ — репортер — посетил тренировку Рикайдай и решил, что Сэйгаку будет очень трудно их победить. А его помощница весь день пыталась найти лагерь Сэйгаку, пока у неё не кончился бензин. |                                                          |                 |  |
| 107. | Капитан появился?!                                       | 05 ноября 2003  |  |
| В лагерь Сэйгаку приехал бывший капитан команды Ямато. Он повел ребят собирать растения, но Реме это не понравилось, и он лёг под дерево отдыхать. К нему подошел капитан Ямато, а потом они оба упали с утеса. Обратно они пошли через лес, вышли к реке и, наловив рыбу, дожарили её. А потом их нашли ребята. Вечером Ямато уехал. |                                                          |                 |  |
| 108. | Сюрприз в лагере                                         | 12 ноября 2003  |  |
| После тренировки тренер разрешила ребятам взять ракетки. А потом в лагере объявился медведь и взял новичков в заложники. Спасали их всей командой. Сэйгаку по очереди бросали мяч в окно, пытаясь попасть в медведя, но доставалось Хорио. Последний мяч бросил Рёма и попал-таки в медведя сбитой мячом лампой. Выяснилось, что это грабитель, переодетый в медведя. |                                                          |                 |  |
| 109. | Теннисный Биатлон                                        | 19 ноября 2003  |  |
| Тренировки продолжаются. С утра ребята должны были пройти три контрольные точки, чтобы проверить скорость, контроль, силу и выносливость. Но первой точке надо было преодолеть 25 метров за 3 сек, чтобы отбить мяч, падающий с дерева. На второй точке бросить мяч в цветную банку. На третьей точке посреди реки забросить мяч в корзину, а потом успеть добежать до финиша. А вернувшись в лагерь, они обнаружили там команду Хётэй. |                                                          |                 |  |
| 110. | Прыгай Кабадзи!                                          | 26 ноября 2003  |  |
| Тренер объявила, что теперь будут тренировочные матчи с Хётэй. Инуи играет против Хийоси, а Кикумару против Кабадзи. Инуи играл с утяжелителями и сыграл вничью 6-6. Кикумару проиграл сразу первый гейм, а справившись с подражанием Кабадзи, выиграл все остальные. Счет 6-1 в пользу Кикумару. Следующими играют Фудзи против Оситари и Ойси против Сисидо. |                                                          |                 |  |
| 111. | Настоящий гений Щюуске Фудзи                             | 03 декабря 2003 |  |
| Ойси сначала проиграл 4 гейма подряд, а потом нагнал. Со счетом 4-4 Ойси и Сисидо отказались от игры и вышла "не игра". Фудзи и Оситари сражались с помощью Хигума Отоси и Фудзи разбил Хигума Отоси соперника. Он победил со счетом 7-5. Следующие Момосиро против Гакуто и Кавамура против Оотори. |                                                          |                 |  |
| 112. | Хадокью против Шквальной подачи                          | 10 декабря 2003 |  |
| Момо сначала проигрывал, а потом неожиданно победил, к тому же во время матча он разработал новую технику — Супер Крутой Спешал Момосиро. Кавамура и Оотори выигрывали каждый свою подачу, но после того, как Кавамура использовал Дэш Хадокью, чтобы отбить шквальной подачу, Ойси остановил матч, и победа досталась Оотори. Следующие Кайдо против Дзиро и Рёма против Атобэ. |                                                          |                 |  |
| 113. | Красавчик Атобэ                                          | 17 декабря 2003 |  |
| Кайдо проигрывал Дзиро, но после короткой стычки с Момосиро использовал Бумераг вместе с Хадокью и нокаутировал соперника. После этого удара матч закончился победой Кайдо. Рёма свои подачи только потому, что Атобэ сдал ему первый гейм. Но следующие 4 гейма выиграл Атобэ, Рёма ничего не может поделать с Рондо на Поражение, но он не сдается. Счет 4-1 в Пользу Атобэ. |                                                          |                 |  |
| 114. | Рёма надвигается                                         | 24 декабря 2003 |  |
| Рёма проиграл еще один гейм, а потом сразу четыре гейма подряд, хотя Атобэ бил только Рондо на Поражение. И когда счет был 5-5, Атобэ взял еще один гейм. Атобэ хотел остановить матч, думая, что запястье Этидзэна на пределе, но Рёма захотел продолжить. Вопреки ожиданиям Атобэ сила Рёмы не уменьшилась, а возросла, и он взял след. гейм. Матч закончился счетом 6-6, ничья. Потом Рёма весь вечер тренировался с Ойсии и показал новою технику, а Атобэ позвонил Тэдзуке и рассказал о результате матча с Рёмой. Оказывается, это Тэдзука организовал тренировочные матчи с Хётэй. |                                                          |                 |  |
| 115. | Мужской бейсбол                                          | 07 января 2004  |  |
| 116. | Сэйгаку против чемпиона Райккайдай 1. Я буду победителем | 21 января 2004  |  |
| Сэйгаку вернулись из лагеря. Фудзи, Момо и Рёма встретили Энн и пошли в больницу навестить Татибану. Татибана сразу отправил Энн в магазин вместе с Момо и Рёмой, так как хотел поговорить с Фудзи наедине. Он сказал Фудзи, что в этой же больнице лежит капитан Риккайдай Юкимура. В это время к Юкимуре пришел Санада, и Юкимура сказал ему, что шансы на успешную операцию очень малы, но так как в нынешнем состоянии он не может играть в теннис, он на неё согласился. Потом пришли члены команды Риккайдай, и Санада ушел. Когда Энн, Момо и Рёма возвращались в больницу, Рёма увидел Санаду и подошел к нему. Кирихара и лысый? шли к своему капитану, но Акая увидел Фудзи и зашел в палату Татибаны, а тут и Энн с Момо подошли. Произошла стычка. Рёма хотел вернуть долг проигрыша, но когда они начали игру, вдруг передумал и сказал Санаде, что отыграется в финале. |                                                          |                 |  |
| 117. | Сэйгаку против чемпиона Райккайдай 2                     | 21 января 2004  |  |
| Настал день финала. Все уже на кортах и ждут только Кайдо и Момосиро. Кайдо и Момо решили потренироваться с утра, а когда уже шли на сбор посреди реки, увидели щенка и решили спасти его. Кавамура отправился их искать вместе с отцом на машине и только благодаря этому они успели в последнюю минуту. |                                                          |                 |  |
| 118. | Церемония битвы                                          | 28 января 2004  |  |
| Команды вышли на корт для представления, капитаны (точнее помощники), пожали руки и тут Ойси говорит, что Сэйгаку пришли за победой. Первый матч Парный 2 между Кайдо-Момосиро и Джакал-Маруи. Первый гейм выиграли Сэйгаку. На втором гейме стало ясно, что обычный "Данк Смэш" Момосиро и "Бумеранг Снейк" Кайдо не работает на соперниках. Следующие два гейма достались Джакалу и Маруи, и тут Кайдо и Момо решили играть серьезно. Они использовали то, чему научились в лагере (Спешал Момосиро и Хадокью Бумеранг-Снейк), и сравняли счет 2-2. |                                                          |                 |  |
| 119. | Канатоходные парные                                      | 04 февраля 2004 |  |
| Риккайдай выиграли матч со счетом 7-5, но далась им победа нелегко. Обе пары выложились по полной. |                                                          |                 |  |
| 120. | Нио разгадал Кикумару                                    | 11 февраля 2004 |  |
| Нио разгадал привычку Кикумару поворачивать ракетку в противоположную сторону той, куда собирается пойти, в первом же гейме. Золотой Паре не помогла не Австралийская расстановка, ни Двое У Сетки. Они проиграли три гейма, прежде чем поняли эту привычку Эйдзи, но привычки менять вот так сразу нелегко, и они потеряли еще один гейм. Эйдзи стал раздражительным и безразссудным. Счет 4-0 в пользу Риккайдай. |                                                          |                 |  |
| 121. | Решение Ягю                                              | 18 февраля 2004 |  |
| Эйдзи и Ойси ругались весь следующий гейм и потому проиграли его. Но потом Кикумару успокоился, и Золотая пара выиграла 4 гейма подряд, но вдруг Ягю решил играть один следующие два гейма, Ойси и Кикумару проиграли. Матч выиграли Риккайдай со счетом 6-4. Проиграв оба парных матча, Сэйгаку не имеют права больше ни на один проигрыш, и это понимают все члены команды. Следующий матч Одиночный 3 играет Инуи против своего бывшего друга Ренджи. |                                                          |                 |  |
| 122. | Инуи кричит                                              | 25 февраля 2004 |  |
| Инуи хочет закончить дуэль, начатую в детстве. Первый гейм Инуи выиграл с лёгкостью, но потом Янаги начал читать теннис по данным, Инуи обратил эти данные против Инуи. Чтобы победить, Инуи решил полностью отказаться от своих данных и просто играть. Счет 3-2 в пользу Янаги. |                                                          |                 |  |
| 123. | Конец воспоминаний                                       | 03 марта 2004   |  |
| Матч оказался напряженным и дошел до тай-брейка 6-6. Тай-брейк тоже продлился долго, и Инуи просто повезло победить. Счет 7-6 в пользу Сэйгаку. Следующая пара Одиночный 2 Фудзи и Кирихара и каждый твердо настроен на победу. Рёма в победе Фудзи тоже не сомневается, так же, как и Санада не сомневается в победе Кирихары и хочет только, чтобы он победил до начала операции Юкимуры. |                                                          |                 |  |
| 124. | Красная ловушка Кирихары                                 | 10 марта 2004   |  |
| С самого начала матча Фудзи безжалостно бил по гордости Кирихары. Он выиграл два гейма подряд всухую. Кирихара взбесился, его глаза покраснели, и он стал бить по Фудзи. Но Фудзи не просто напугать, и он каждый раз встает и продолжает играть. Все за него волнуются, только Рёма и тренер спокойны, они знают настоящую силу признанного гения Сэйгаку. А Татибана, позвонив сестре и узнав о травме Фудзи, едет на матч. |                                                          |                 |  |
| 125. | Злой Фудзи                                               | 17 марта 2004   |  |
| Фудзи проиграл два гейма, получая удар за ударом, пока не приехал Татибана, и Кирихара не послал мяч в него. Вот тогда Фудзи по-настоящему разозлился и резко стал играть по-другому, и Кирихара испугался. Фудзи выиграл матч со счетом 6-4. Следующий решающий матч играют Рёма и Санада. |                                                          |                 |  |
| 126. | Столкновение! Рёма против Санады                         | 24 марта 2004   |  |
| Команда Риккайдай ушли на операцию своего капитана. А Санада хочет побыстрее выиграть матч. Оба соперника начали серьезно, но Санада быстро и всухую взял сразу два гейма подряд. Но друзья и команда Хётэй во главе с Атобэ верят в силу Этидзэна. И Этидзэн начал отыгрываться и взял следующий гейм. Счет 3-1 в пользу Санады. |                                                          |                 |  |
| 127. | Предел! Невидимая подача                                 | 31 марта 2004   |  |
| Рёма постоянно бьет Циклон Смэш, Санада не может вернуть его, и поэтому Рёма набирает очки. Но Санада бьет невидимой подачей, и за несколько геймов глаза Рёмы устали. Не в силах держать их открытыми, он закрывает глаза, но даже с закрытыми глазами ему удалось выиграть гейм. Чтобы заставить Рёму открыть глаза Санада стал посылать невидимые мячи, но, даже открыв глаза, Рёма не смог вернуть мяч и проиграл гейм в сухую. Но, несмотря на это, он все еще полон решимости победить. Счет 4-3 в пользу Санады. |                                                          |                 |  |
| 128. | Итог! Кто же победит?                                    | 07 апреля 2004  |  |
| Рёма проиграл еще один гейм, а потом его как будто подменили. Он стал играть совершенно по-другому, постоянно меняя стили игры и техники игроков, с которыми когда-то играл. Санада ничего не мог сделать. Рёма победил со счетом 7-5, и Сэйгаку стали чемпионами. Вся команда отправилась праздновать в кафе Суши Кавамуры, а потом пришла новость: операция Юкимуры прошла успешно. А потом Ойси позвонил Тэдзуке и сообщил о победе. |                                                          |                 |  |

### Сезон 6 (серии 129—165)
| |                                             |                  |  |
| 129. | Баллада самурая                             | 14 апреля 2004   |  |
| Мама Рёмы Ринко рассказала о том, как встретила в Америке Самурая Нанджиро, который приехал осуществить свою Большую Мечту. Сначала он спас её в кафе от мистера Смита, а после того, как Смит нанес ей не одну травму в теннис, сам его победил в теннис 6-0. |                                             |                  |  |
| 130. | Мы хотим видеть Тэдзуку                     | 21 апреля 2004   |  |
| Команда Сэйгаку вместе с тренером приехала в Мюнхен (Германия) навестить Тэдзуку. Тэдзука повел их осматривать город, но потом Рёма, Момо, Инуи и Кайдо потерялись. Кайдо остался один, а Рёма, Момо и Инуи нашли-таки улицу Кристов Авеню, где должны были встретиться с тренером Тэдзуки (Кайдо не так повезло). Там ребята встретили пьяную женщину, которая потащила их на корт, чтобы сыграть с Эчизеном. |                                             |                  |  |
| 131. | Никогда не сдавайся                         | 28 апреля 2004   |  |
| Сначала Рёма проигрывал 1-5, но потом догнал и выиграл матч со счетом 7-5. Он показал Ханне, что значит никогда не сдаваться. Благодаря Реме Ханна решила вернуться в мир большого тенниса и снова стать Про. А на след. день ребята уехали из Мюнхена. |                                             |                  |  |
| 132. | Сумасбродство Тени-Пури                     | 05 мая 2004      |  |
| Серия, абсолютно не связанная с сериалом |                                             |                  |  |
| 133. | Лучший мастер суши в Японии                 | 12 мая 2004      |  |
| Отец Кавамуры сломал руку и они наняли шеф-повара. Кавамура пока не ходит на тренировки, а позже начинает мучиться выбором: суши или теннис. Благодаря Гену он решает пока посвятить себя теннису, а после Национального и выпуска бросить теннис и стать мастером суши. |                                             |                  |  |
| 134. | Мой принц                                   | 19 мая 2004      |  |
| Кикумару, Момо, Рёма и Фудзи спасли девочку от гнавшихся за ней старшеклассников. Куруми сразу назвала Фудзи своим принцем и настояла на свидании. На след. день, пока Сюсукэ и Куруми гуляли, Кикумару, Момо и Рёма встретили сестру-близнеца Куруми Наруми. Она рассказала им, что выиграла чемпионат, в то время как Куруми проиграли, и хочет отдать ей свою медаль. Но Куруми разозлилась и выбросила медали в реку. Пока ребята искали её, Фудзи поговорил с Куруми и девочка помирилась со своей сестрой. |                                             |                  |  |
| 135. | Летние каникулы Кикумару                    | 26 мая 2004      |  |
| Эйдзи выиграл визит на дом поп-группы "Шоколадки". Но когда он уже украсил комнату и даже испек торт, к нему пришел Ойси, а потом и Фудзи с Инуи. По необычному виду комнаты они решили, что Эйдзи одиноко, и решили остаться, чтобы развлечь его, а потом пришел и Кайдо. Кикумару не удавалось избавиться от них, и он решил подыграть им. Потом Ойси заметил торт и обведенную дату в календаре и решил, что Эйдзи вспомнил о Дне Рождения Момо. Он позвал остальных членов команды Сэйгаку, и вместе они съели торт. А потом приехали "Шоколадки". |                                             |                  |  |
| 136. | Юниорский по приглашению: всем собраться!   | 02 июня 2004     |  |
| Отдельные игроки команд приехали в лагерь, где из 28 человек выберут команду для игры с американской командой. Из сразу разделили на три группы: группу Рьюзаки-сенсея, группу Ханамура-сенсея из Джоусей Шонан и группу тренера Сакаки из Хётей. Камио и Кирихара оказались в одной группе. Кирихара все время издевался над Камио и в обед они подрались. А вечером кто-то столкнул Кирихару с лестницы. |                                             |                  |  |
| 137. | Игрок, которому нет доверия                 | 09 июня 2004     |  |
| Все решили, что это Камио столкнул Кирихару с лестницы, и Камио намерен доказать свою непричастность, найдя настоящего преступника. После тренировки вечером Камио говорит, что преступник из их группы, и тогда Эчизен предлагает пойти осмотреть место преступления. |                                             |                  |  |
| 138. | Рёма против Кирихары! Безъяростное сражение | 17 июня 2004     |  |
| Пока две другие команды тренируются, у команды Рьюзаки-сенсей свободное время. Рёма рассказывает Энн к чему привела ее выходка с Кирихарой. Это слышат остальные члены команды с Камио во главе. Пока Энн рассказывает им как все было на самом деле, Рёма находит Кирихару, который тренируется у стены, и предлагает сыграть матч. Ребята по команде вскоре приходят посмотреть. Они сначала волновались, что Кирихара будет бить по Реме, но по ходу матча стало ясно, что Акая и в самом деле изменился. Потом подошла и Рьюзаки-сенсей, которой внезапно стало плохо. |                                             |                  |  |
| 139. | Возрождение Сэнгоку Киёсу                   | 23 июня 2004     |  |
| Рьюзаки-сенсей госпитализировали Ее группа боялась, что их расформируют, но другие два тренера решили посмотреть, чего они достигнут без присмотра своего тренера. Ребята решают играть матчи и первый матч играют Сенгоку из Ямабуки и Момоширо. Стиль игры Сенгоку полностью изменился. После проигрышей в районных соревнований Сенгоку целый месяц занимался только боксом. Каким-то образом каждый гейм длится три минуты, Сенгоку даже отбил супер спешл Момоширо и выиграл матч со счетом 6-3. |                                             |                  |  |
| 140. | С возвращением, Тэдзука Кунимитсу           | 30 июня 2004     |  |
| Тедзука вернулся из Германии, чтобы заменить и Рьюзаки-сенсей в качестве тренера. Так как Тедзука еще на реабиитации, то он не может принять участие в отборе для игры с американской командой. Каджимото, капитан команды Джоусей Шонан, сомневается в способностях Тедзуки и Тедзука предложил ему сыграть матч. Тедзука использовал Зону Тедзуки и Каджимото проиграл первый гейм. После этого Шишидо из Хётей попросил сыграть с Тедзукой и Каджимото согласился. Тедзука опять использовал Зону Тедзуки. Следующим стал Оотори из Хётей, а потом Сенгоку, но Тедзука с легкостью победил и их. После этого все признали Тедзуку в качестве тренера. Санада и Атобе видели это и распалились. Вечером ребята устроили для Тедзуки вечеринку, после которой Атобе предложил Санаде сыграть матч за звание соперника Тедзуки. |                                             |                  |  |
| 141. | Атобэ против Санады: решающий поединок      | 30 июня 2004     |  |
| Тренеры Ханамура и Сакаки разрешили Атобе и Саваде сыграть матч. Группа Тедзуки пришла посмотреть на него и ребята из группы Ханамуры сбежали, чтобы посмотреть этот матч. Он действительно оказался захватывающим, Сначала Атобе лидировал, но потом Савада с легкостью одолел Рондо на поражение Атобе и показал Невидимую подачу. После этого Атобе показал свою новую подачу, которую Савада не смог отбить. Тренер Сакаки остановил матч, и сообщил, что они оба выбраны. Тедзука и Ханамура согласились с ним. |                                             |                  |  |
| 142. | Мальчик из Америки                          | 07 июля 2004     |  |
| Тедзука решил оценить способности игроков в парных матчах. Первыми играют Оотори-Эйдзи и Шишидо-Ойси. В это время в Сейгаку Гакуэн приходит мальчик иностранец, разыскивая Эчизена. Араи согласился сыграть с ним. Мальчик использовал Твист как у Рёмы и Драйв В, но при этом целился в тело Араи. После этого пошел по другим школам, вызывая на матч самых сильных и обыгрывая их. Эйдзи весь матч поддерживал Оотори и легко сыгрался с ним. Оотори-Эйдзи победили Шишидо-Ойси. Тренеры единогласно решили выбрать Кикумару. |                                             |                  |  |
| 143. | Выбор Тэдзуки                               | 04 июля 2004     |  |
| Мальчик Кевин продолжает жестоко обыгрывать игроков разных теннисных клубов, говоря, чтобы они винили Эчизена Рёму. Тачибана позвонил Камио и рассказал об этом, также репортер Иноуэ приехал в лагерь, чтобы поговорить с Рёмой. Оказывается Кевин сын того самого про Смита, которого обыграл Эчизен Нандзиро. Эчизен сказал, что лучше ото проигнорировать, его услышал Тедзука. Ханамура решила выбрать Оотори, а Тедзука предложил Сенгоку и Кирихару. По поводу Эчизена он сказал, что у того, кто не относится к матчам серьезно, нет шансов на победу. |                                             |                  |  |
| 144. | Дрим-Тим сформирована                       | 21 июля 2004     |  |
| Тренер Сакаки объявил участников команды для игры с американской командой: Атобе Кейго (Хётей, 3 год), Санада Геничиро (Риккайдай, 3 год), Оситари Юуси (Хётей, 3 год), Кикумару Эйдзи (Сейгаку, 3 год), Сенгоку Киёсуми (Ямабуки, 3 год), Кирихара Акая (Риккайдай, 2 год), Фудзи Сюске (Сейгаку, 3 год). Вернувшись из тренировочного лагеря, Сейгаку узнают от Тайчи о матче между Акатусу и Кевином Смитом, который идет прямо сейчас. Прибыв на место матча они поняли, что Кевин воспроизводит матч между Акатусу и Рёмой, используя специальные приемы Рёмы. |                                             |                  |  |
| 145. | Рёма и Кевин                                | 28 июля 2004     |  |
| После поражения Акатусу Рёма предложил Кевину сыграть прямо сейчас, так как не сможет сыграть с ним официально. Однако Тедзука запретил Рёме играть, а когда Рёма попытался проигнорировать его, Тедзука дал Рёме пощечину. На следующий день Рёма ходил по школьным теннисным клубам, спрашивая о Кевине, и встретил Атобе, который сказал Рёме, что он уже проиграл, когда его не взяли в команду. Тогда Рёма пришел домой к Тедзуке и спросил, что ему делать. Тогда Тедзука предложил ему место запасного игрока и Рёма согласился. |                                             |                  |  |
| 146. | Амбиции американской команды                | 04 августа 2004  |  |
| Американская команда приезжает в Японию. Их тренер Ричард Бейкер подготавливает все к предстоящим играм, а потом устраивает пресс-конференцию в виде большого шоу. Сейгаку, Риккайдай и другие команды смотрят это по телевизору. Во время пресс-конференции Кевин узнает, что он может сыграть с Рёмой и во всеуслышание заявляет, что победит Рёму. |                                             |                  |  |
| 147. | Сильнейшие! Атобэ и Санада                  | 18 августа 2004  |  |
| Настал решающий день матчей. Первый матч Парный 2 играют Санада Гэнъитиро и Атобэ Кэйго против Билли Кэссиди и Майкла Ли. Американская пара слила Санаде и Атобэ первые четыре гейма, чтобы посмотреть на их техники. Санада использовал невидимый замах, а Атобэ Разрушительное Рондо. Решив, что это все, на что они способны, Били и Майкл в начале пятого гейма заработали первое очко своей спец. техникой. |                                             |                  |  |
| 148. | Сценарий Бейкера                            | 25 августа 2004  |  |
| Билли и Майкл стали стремительно отыгрываться, своими ударами словно насмехаясь над соперниками. Из-за этого Санада и Атобэ сильнее раздражались и ссорились, и, конечно, теряли очки. Потеряв четвертый гейм подряд, во время своей подачи Атобэ использовал свой туз в рукаве — Подача Тангейзер. |                                             |                  |  |
| 149. | Разрушительное танго                        | 01 сентября 2004 |  |
| После того как Атобэ выиграл свои подачи, они с Санадой неожиданно стали играть как пара и без особых трудностей выиграли матч со счетом 7-5. Следующий Парный 1 играют братья Том и Терри Гриффи и Кикумару и Оситари Юуши. |                                             |                  |  |
| 150. | Парный красивых парней                      | 08 сентября 2004 |  |
| Кикумару и Оситари хорошо начали, используя различные комбинации и уловки, но и их соперники неплохо играют. Каждая пара попеременно выигрывает гейм. У Терри и Тома большое количество фанатов и, когда они проиграли два гейма подряд, они начали кричать еще больше. Тогда их тренер приказал им проиграть. |                                             |                  |  |
| 151. | Марионетки печали                           | 15 сентября 2004 |  |
| Зная, что должны проиграть, Том и Терри, и промучившись в сомнениях след. несколько геймов, они решили выиграть. Видя, как Весело Кикумару и Оситари играть в теннис, они вспомнили, как когда-то было весело и им. В конце концов, Том и Терри выиграли матч со счетом 7-6 и сказали тренеру, что теперь они будут играть по-своему. |                                             |                  |  |
| 152. | Чудовище: Бобби Макс                        | 22 сентября 2004 |  |
| Объявили 20-минутный перерыв. Игроки Сейкаку желают Сэнгоку победы. Кевин встретился с Рёмой и предложил сыграть прямо сейчас, но Рёма отказался, заявив, что будет играть с ним только в официальном матче. Итак, Одиночный 3 начинается: Сэнгоку Киёсуми против Бобби Макса. Макс бьет мячи с чудовищной силой, к тому же, кажется, у него нет слабых мест. Сэнгоку проигрывает три гейма подряд всухую. Но на четвертом гейме ему случайно удается получить очко, и Бобби Макс вышел из себя. |                                             |                  |  |
| 153. | Битва на пределе                            | 29 сентября 2004 |  |
| Сэнгоку, наконец, нашел свою игру и взял два гейма подряд. Оба игрока по очереди набирали очки, и к счету 6-6 оба были так вымотаны, не могли больше продолжать. Судья объявил не-игру. |                                             |                  |  |
| 154. | Гений против Теннисной машины               | 06 октября 2004  |  |
| Следующий матч Одиночный 2 играют Арнольд Игнашов по прозвищу Теннисная машина и гений Фудзи Сюсукэ. В перерыве перед матчем м-р Бейкер подошел к Фудзи поговорить. Из-за этого Фудзи с самого начала был настроен серьезно. Первый гейм Фудзи наблюдал за соперником, а второй гейм — Арнольд за Фудзи. Счет 1-1. |                                             |                  |  |
| 155. | Битва за миллиметр                          | 06 октября 2004  |  |
| Хигума Отоси Фудзи запечатана, так как соперник не бьет смэши, и Цубамэ Гаэси тоже, так как Арнольд посылает мячи без вращения. Но Фудзи не сдается. Как и в матче против Рокакку, он заставляет соперника задевать сетку и налаживает необходимое вращение ракеткой. В итоге Фудзи побеждает со счетом 6-4. |                                             |                  |  |
| 156. | Кто же будет играть!?                       | 13 октября 2004  |  |
| В Одиночном 1 выбрали играть Кирихару. Кевин был взбешен и разочарован, но ничего поделать не мог. Сначала он не воспринимал Кирихару как серьезного противника, но после первого же удара пожалел об этом. У Кирихары, оказывается, владеет спец. техникой против левшей — Фантомом. Кевин, наконец, стал играть серьезно. Счет пока 1-1. Но Кирихара при отбивании очередного мяча врезался в столб. |                                             |                  |  |
| 157. | Исчезнувший фантом                          | 20 октября 2004  |  |
| Кирихара и Кевин играют дальше, но каждое использование Фантома накладывает большую нагрузку на травмированное плечо Кирихары. И со счетом 3-2 в пользу Кевина Кирихара не смог продолжать. Тогда было решено использовать спец. правило о замене игрока. Продолжит матч Рёма с текущего счета. Кирихара пожелал Реме победы. И, наконец, Рёма и Кевин встретились на корте. |                                             |                  |  |
| 158. | Долгожданная игра: Рёма против Кевина       | 27 октября 2004  |  |
| С самого начала Кевин показал, что знает техники Рёмы и может использовать их. Рёма был в ярости, но когда он использовал Циклон Смэш, оказалось, его Кевин не знал. Когда счет стал 6-5 в пользу Рёмы, м-р Бейкер так разозлился, что ударил Кевина по лицу. Все были в шоке. |                                             |                  |  |
| 159. | Иллюзия                                     | 03 ноября 2004   |  |
| Рёма набирает очки и, когда осталось до победы Рёмы взять последнее очко, Кевин стал бить Илюзию — технику, которую сам разработал. Рёма, видя несколько мячей вместо одного, не мог попасть по мячу, и счет стал 6-6. Но в начале тай-брэйка Реме удалось отбить Илюзию два раза подряд и Кевин понял, что это не везение. Пока команда Америки смотрела матч, они решили, что больше не будут подчиняться м-ру Бейкеру. |                                             |                  |  |
| 160. | Гейм и Матч                                 | 10 ноября 2004   |  |
| Рёма выиграл, и Японская команда победила. После окончания матча зрители скандировали имя Кевина. У Американской команды появился спонсор, но м-р Бейкер был уволен. Перед отлетом в Америку игроки Америки посещали достопримечательности, а Кевин ходил извиняться во все школы, которые разбил. В аэропорт проводить Американскую команду пришли все игроки Сэйгаку. |                                             |                  |  |
| 161. | Беги, Момо                                  | 17 ноября 2004   |  |
| Отдыхая от тренировок, Момо и Рёма зашли в кафе, чтобы поесть. Там хозяин обманул их и заставил заплатить за еду 10000 йен. Так как денег им не хватило, Момо пошел домой за деньгами, а Рёма остался ждать в кафе. |                                             |                  |  |
| 162. | Воспоминания золотой пары                   | 01 декабря 2004  |  |
| Ойси и Кикумару вспоминают, как они познакомились еще новичками и решили играть в парный теннис вместе. |                                             |                  |  |
| 163. | Неизвестный мир Кайдо                       | 08 декабря 2004  |  |
| Кайдо ударило теннисным мячом по голове, и он потерял память. Инуи, Рёма, Ойси, Кикумару и Момо пытаются вернуть ему память, а Мизуки решил воспользоваться ситуацией и переманить его в Св. Рудольф. Память Кайдо вернуть удалось только во время теннисного матча. |                                             |                  |  |
| 164. | Секретный план-сюрприз Сэйгаку              | 15 декабря 2004  |  |
| Тренера Рюдзаки выписывают из больницы и клуб Сэйгаку решили устроить ей сюрприз. Сакуна должна была её задержать, но ей это не удалось. Тренер приехала прямо в клуб и команда от неё пряталась. Но, в конце концов, вечеринка удалась. |                                             |                  |  |
| 165. | Семейка Тени-Пури едет на Гавайи            | 22 декабря 2004  |  |

### Сезон 7 (серии 166—178)
| |                                         |                 |  |
| 166. | И опять будни Сэйгаку                   | 12 января 2005  |  |
| Начались Ранговые соревнования. Члены команды опять всех обыгрывают. И вот настал черед матча Ойси и Кавамуры. Победил Кавамура со счетом 6-4. Рёма попросил Тэдзуку до выпуска того из школы сыграть с ним. Отец Рёмы получил письмо из Америки. |                                         |                 |  |
| 167. | Вечные соперники. Момосиро против Кайдо | 19 января 2005  |  |
| Настало время матча Момосиро и Кайдо. С самого начала они оба начали непрерывно атаковать друг друга и весь матч шли нос к носу. После счета 6-6 настало время тей-брэйка. Кайдо все-таки удалось вернуть Супер Данк Момосиро, но победил все-таки Момо. Отец отдал Реме письмо из Америки, но Рёма даже не посмотрел на него. Иноуэ получил по факсу список участников U.S. Open.                      |                                         |                 |  |
| 168. | Решение Рёмы                            | 26 января 2005  |  |
| Иноуэ с помощницей приезжают на ранговые соревнования и говорят Рёме про U.S. Open. Рёма хотел сразу бежать домой, но Тэдзука сказал ему сначала сыграть матч. Рёма выиграл 6-0 за 10 минут. В это время матч играли Кикумару и Инуи. После счета 6-6 пошел тай-брэйк, в котором выиграл Инуи. Рёма говорит отцу, что не поедет в Америку.                                                              |                                         |                 |  |
| 169. | Колебание                               | 26 января 2005  |  |
| Ранговые соревнования продолжаются, члены команды выигрывают. Слухи про участие Рёмы в U.S. Open распространились по округе, ребята спорят, поедет ли Рёма в Америку. Сам Рёма говорит, что пойдет на Национальный... |                                         |                 |  |
| 170. | Разгорячись, Этидзэн!                   | 02 февраля 2005 |  |
| Момосиро очень рад, что Рёма не едет в Америку, и усиленно готовится к матчу с ним. Но на матче Рёма играет не очень хорошо, он только обороняется и не атакует, все его мысли об U.S. Open. Когда Момо просит Рёму играть серьезно, тот вообще отказывается от матча. |                                         |                 |  |
| 171. | Моим дорогим друзьям                    | 09 февраля 2005 |  |
| После отказа Рёмы Момо сильно разозлился. Тэдзука говорит Этидзэну, что когда просил стать его опорой Сэйгаку, то не имел в виду прямо сейчас. Он говорит, что в душе Рёма уже сделал выбор. Момо, после разговора с тренером находит Рёму и говорит, что если Рёма хочет в Америку, то пусть едет. Они играют дружеский матч и Рёма выигрывает со счетом 6-2. Он говорит, что поедет в Америку.        |                                         |                 |  |
| 172. | Прощай Сэйгаку                          | 16 февраля 2005 |  |
| Провожая Рёму в аэропорту, каждый подарил Реме подарок и напутствие всех победить. Прилетев в Америку, по дороге в отель Рёма обнаружил в сумке своего кота. |                                         |                 |  |
| 173. | Самурай в Нью-Йорке                     | 23 февраля 2005 |  |
| С утра в Нью-Йорке Рёма пошел гулять по городу, немного потренировался, а потом его нашел Кевин. Мальчик познакомил Рёму со знакомым репортером, а потом они увидели, как двое парней выгоняют детей с корта. Кевин и Рёма сыграли с ними и полностью их разгромили. Потом Кевин отвел Рёму на корт, где будут проходить матчи турнира U.S. Open и сказал, что они оба должны воплотить мечты их отцов. |                                         |                 |  |
| 174. | Тэдзука Кунимитсу против Фудзи Сюсукэ   | 02 марта 2005   |  |
| Рёма играет на предварительных в U.S. Open, а у Сэйгаку последний день ранговых соревнований. Играют Тэдзука и Фудзи. С самого начала матч очень напряженный. Первый гейм Фудзи выиграл у Тэдзуки всухую, следующий гейм Тэдзука выиграл у Фудзи всухую. Ни один не хочет сдавать позиции. |                                         |                 |  |
| 175. | Стать серьезным на третьем году         | 09 марта 2005   |  |
| Второй гейм взял Фудзи без особых проблем, Тэдзука тоже взял второй гейм. Фудзи первым использовал Цубамэ Гаэси, а потом еще два своих спец. ударов, но Тэдзука все их запечатал. Проигрывая Тэдзуке 4-2, Фудзи услышал крик Момосиро, что это может быть первая и последняя их игра вместе. Фудзи не хочет так просто проигрывать, следующий удар Фудзи потрясает всех.                                |                                         |                 |  |
| 176. | Кульминация                             | 16 марта 2005   |  |
| Кажется, матч только начинается. Вспоминая свой матч на первом году обучения, оба хотят только победу. Играя друг с другом, они развиваются и становятся сильнее. После счета 6-6 в тай-брэйке победил Тэдзука. Рёма тоже выиграл свой матч на U.S. Open. |                                         |                 |  |
| 177. | Незабываемое обещание                   | 30 марта 2005   |  |
| Выиграв предварительные на U.S. Open, Рёма неудовлетворен, ведь он не 1-й номер в Японии и, чтобы двигаться дальше, он должен сыграть с Тэдзукой. Поэтому он возвращается в Японию, предварительно попросив Тэдзуку по телефону сыграть с ним матч. Они встречаются на корте в городе. |                                         |                 |  |
| 178. | Прощай, принц                           | 30 марта 2005   |  |
| Рёма и Тэдзука начали матч. Узнав, что Рёма и Тэдзука играют, все ребята пришли посмотреть. Рёма победил, его родители едут в Америку, а вскоре начинается Национальный турнир. |                                         |                 |  |

## OVA
Это прямое продолжение сериала. Начался Национальный чемпионат, в котором принимают участие Сэйгаку и их основные соперники. Конечно, появятся и новые соперники. Рёма тоже приезжает из Америки, чтобы принять в нём участие.

### OVA-1 «Национальный турнир»
| |                                        |                  |  |
| 01. | Принц возвращается                     | 24 марта 2006    |  |
| Первый день Национального турнира. Играют Рокаку и команда из Окинавы Хига Чуу. Хига Чуу выигрывает все матчи, но они играют грязно, последний игрок специально послал мяч в тренера Рокаку — Одзи. Сэйгаку, которые стали свидетелями матча, были возмущены. Этидзэн, только что вернувшийся из Америки, тоже все видел. Ойси, у которого все еще болела рука, травмированная перед турниром Канто, предложил сыграть матч между ним и Рёмой, и, если Рёма выиграет все геймы, то он будет играть вместо него на Национальном. Рёма победил 6-0. На следующий день играть должны Сэйгаку и Хига Чуу. |                                        |                  |  |
| 02. | Горячий и Спокойный                    | 26 мая 2006      |  |
| Первый матч Одиночнай 3 Рёма против Таниши (толстяка). Первый гейм выиграл Рёма, показав свой новый прием Драйв Си, второй гейм выиграл Таниши. Таниши бьет "Большой взрыв" - подачу большой силы, которую невозможно вернуть. При попытке вернуть ее у Рёмы все время вылетает из рук ракетка. Оба соперника выигрывают свои подачи и со счетом 6-6 переходят к тай-брейку. Убедившись, что сила удара "Большого взрыва" упала, Рёма возвращает подачу соперника и выигрывает матч со счетом 7-6. |                                        |                  |  |
| 03. | Четвертый удар                         | 26 мая 2006      |  |
| Следующий матч Парный 2 — Чинен и Хиракоба Рин против Фудзи и Кувабары. Матч был сложным, три удара Фудзи были запечатаны, тренера Рьюзаки чуть не ударило мячом. Фудзи показал четвертый удар "Стрекозу", и Сэйгаку все равно выигрывает со счетом 7-5. |                                        |                  |  |
| 04. | Кикумару в одиночестве                 | 28 июля 2006     |  |
| Одиночный 2 Кикумару против Кай. Непривычно серьезный Кикумару выигрывает 4 гейма подряд. Его противник понял, что может проиграть, и переложил ракетку в другую руку, и Кикумару проигрывает 4 гейма. Тогда Кикумару раздвоился надвое и начал играть парный в одиночку, похоже, его депрессия прошла. Он выигрывает со счетом 7-6 и просит Ойси вылечить свою травму к концу Национального. Сэйгаку выходят в Четвертьфинал. |                                        |                  |  |
| 05. | Самое длинное лето                     | 28 июля 2006     |  |
| Парный 2 играют Кайдо и Инуи. Кайдо играет один, не используя бумеранг-змея, Инуи вообще не вмешивается в игру. Прошло больше 2-х часов, а счет 5-3 в пользу Сэйгаку. Потом один из игроков соперника получил солнечный удар и потерял сознание. Победа присуждается Сэйгаку. Все рады, что матч, наконец, закончился. |                                        |                  |  |
| 06. | Человек, прозванный киллером           | 22 сентября 2006 |  |
| В Одиночном 1 играют капитаны Китэ Эйсиро и Тэдзука. Капитан Хига Чуу использует грязные методы, и Тэдзуке это не понравилось. Он быстро заканчивает матч со счетом 6-2. Сэйгаку выходят в Четвертьфинал со счетом 5-0, выиграв все матчи. |                                        |                  |  |
| 07. | Принц пляжного волейбола               | 22 сентября 2006 |  |
| В перерывах между матчами Сэйгаку на пляже играют в волейбол с командой Роккаку перед матчем на следующий день. |                                        |                  |  |
| 08. | Затишье перед бурей                    | 24 ноября 2006   |  |
| Инуи выяснил победившие команды. Следующие, с кем Сэйгаку будут играть, — Хётэй. Рёма встретил мальчика, который мечтает с ним сыграть, — Тояма Кентаро. Хётэй не забыли своё поражение на турнире Канто и собираются отыграться. |                                        |                  |  |
| 09. | В сердце не сдаваться                  | 24 ноября 2006   |  |
| Первый матч Одиночный 3 играют Ошитари из Хётэй и Момосиро из Сэйгаку. Матч был несколько необычным. Оситари выиграл 6-4. |                                        |                  |  |
| 10. | Скоротечный матч                       | 26 января 2007   |  |
| Парный 2, второй матч четвертьфинала: пара Инуи-Кайдо против пары Мукахи-Хиеси. Инуи показывает новую подачу Водопад, с помощью которой Сейгаку выигрывает первый гейм. Следующие три гейма берет Хётей. А Кайдо показывает новый удар во время матч-пойнта! |                                        |                  |  |
| 11. | Тэдзука Кунимитсу                      | 26 января 2007   |  |
| Одиночный 2 — Тэдзука против Кабадзи, который копирует все техники соперника. Тэдзуке пришлось нелегко, и он выиграл 7-6 только благодаря дождю. |                                        |                  |  |
| 12. | Двое                                   | 23 марта 2007    |  |
| Парный 2 Сисидо-Оотори и Кикумару-Ойси. Дойдя до тай-брейка и попав в безвыходную ситуацию, Золотая пара Сэйгаку полностью синхронизировалась. Почти победив, Кикумару не дал Ойси забить решающий мяч и они проиграли 7-6. Следующие играют Атобэ и Рёма. Атобэ говорит, что если проиграет, то обреет голову, тогда Рёма говорит, что в случае проигрыша сделает то же самое. |                                        |                  |  |
| 13. | Смертельный матч: Король против принца | 23 марта 2007    |  |
| Одиночный 1 — Атобэ и Рёма. Сначала Рёма проигрывал, а потом быстро нагнал и со счетом 6-6 они дошли до тай-брейка. Не упуская не одного очка, со счетом 117-117 оба падают без сил. Но в конце побеждает Этидзэн 7-6. Сейгагу победили, а Рёма собирается побрить Атобэ налысо. |                                        |                  |  |

### OVA-2 «Полуфинал национального турнира»
| Номер серии | Название                   | Дата оригинального показа |  |
| ----------- | -------------------------- | ------------------------- |  |
|             |                            |                           |  |
| 14 (01).    | Шитонходжи против Фудоминэ | 22 июня 2007              |  |
| 15 (02).    | Крик                       | 22 июня 2007              |  |
| 16 (03).    | Ужасы клоунского тенниса   | 25 сентября 2007          |  |
| 17 (04).    | Мертвый груз Сэйгаку       | 25 сентября 2007          |  |
| 18 (05).    | Две двери                  | 25 января 2008            |  |
| 19 (06).    | Матч в один мяч            | 25 января 2008            |  |

### OVA-3 «Финал национального турнира»
| |                                      |                 |  |
| 20 (00). | Принц Якинику                        | 25 апреля 2008  |  |
| Сэйгаку, Хётэй, Роккаку, Хига Чуу и накоторые другие команды соревнуются в поедании Мяса Якинику, кто быстрее и больше съест, а также проигравшие пьют сок Инуи. |                                      |                 |  |
| 21 (01). | Кульминация                          | 25 июля 2008    |  |
| В финале играют Риккайдай и Сэйгаку. Рёма не пришел и Момосиро и Атобэ на вертолете отправляются за ним. Первый матч Одиночный 3 играют Санада и Тэдзука. Игра, трудная для обоих. Тэдзука проигрывает 7-5. |                                      |                 |  |
| 22 (02). | Наш образ действий                   | 25 июля 2008    |  |
| Следующий матч финала Парный 2: пара Инуи-Кайдо против пары Янаги-Кирихара. Момосиро и Атобэ привозят Рёму, но тот совершенно ничего не помнит. Ребята надеются, что, посмотрев матч, он придет в себя. Кирихара снова превратился в демона и очень сильно ранил Инуи. Кайдо тоже превращается в демона, но Инуи останавливает его. После того, как Сэйгаку проигрывают матч, Инуи отправляют в больницу. |                                      |                 |  |
| 23 (03). | Звезды среди бела дня                | 24 октября 2008 |  |
| Следующий матч Одиночный 2 между Фудзи и Нио. Это было равное соперничество, но в итоге Фудзи все равно выигрывает со счетом 7-5 благодаря своей новой технике. |                                      |                 |  |
| 24 (04). | С единым сердцем                     | 24 октября 2008 |  |
| Парные 1 Маруи Бунта-Дзэкэл Кувахара и Ойси-Кикумару. Момо, чтобы вернуть память Рёме, решил сыграть с ним матч, помочь решили и все бывшие соперники Рёмы, даже Санада. Ойси и Кикумару вновь синхронизировались и выиграли 7-5. А к Реме вернулась память. |                                      |                 |  |
| 25 (05). | Решающий матч! Принц против Полубога | 23 января 2009  |  |
| Одиночный 1 Рёма против капитана Риккайдай Юкимуры, которого называют полубогом. С самого начала Юкимура возвращает все мячи Рёмы, чьи и какие бы техники тот не использовал. |                                      |                 |  |
| 26 (06). | Дорогой принц "Принцам тенниса"      | 23 января 2009  |  |
| Юкимура использовал страшную технику, при которой Рёма лишился всех чувств: зрения, слуха, обоняния и осязания. Сначала Рёма испугался и растерялся, но потом преодолел жуткую технику Юкимуры. Этидзен выиграл матч со счетом 6-4. Сэйгаку выигрывают Национальный турнир. Все очень рады. |                                      |                 |  |

### OVA-6 «Новый принц тенниса»
| Номер серии | Название                 | Дата оригинального показа |  |
| ----------- | ------------------------ | ------------------------- |  |
|             |                          |                           |  |
| 1.          | Возвращения принца       | 08 января 2012            |  |
| 2           | Страж Ада                | 15 января 2012            |  |
| 3           | Дружеское пламя          | 23 января 2012            |  |
| 4           | Выбор капитана           | 1 февряла 2012            |  |
| 5           | Победители и проигравшие | 3 февряла 2012            |  |
| 6           | Утёсы серца              | 18 февряла 2012           |  |
| 7           | Начать с нуля            | 26 февряла 2012           |  |
| 8           | Особое задание           | 27 февряла 2012           |  |
| 9           | Прогресс и изменение     | 16 марта 2012             |  |
| 10          | Прощай, Тедзука Кунимицу | 17 марта 2012             |  |
| 11          | Обещание                 | 18 марта 2012             |  |
| 12          | Начало переворота        | 26 марта 2012             |  |
| 13          | Великолепные парни       | 1 апреля 2012             |  |